# Friedrich Gotthard Hartwig von Tschirschky und Bögendorff
Friedrich Gotthard Hartwig von Tschirschky und Bögendorff (geb. 14. Januar 1717; gest. 15. November 1765) war ein preußischer Landrat.

## Leben

Wappen derer von Tschirschky

Friedrich Gotthard Hartwig von Tschirschky und Bögendorff war Angehöriger des alten schlesisch-böhmischen Adelsgeschlechts Tschirschky und Bögendorff. Er war zunächst als Kreisdeputierter in den Kreisen Ohlau und Brieg tätig. Nach dem Tod von Caspar Ernst von Frankenberg und Proschlitz wurde er 1753 zu dessen Nachfolger als Landrat des Landkreises Brieg ernannt. Das Amt als Landrat übte er bis 1765 aus, sein Nachfolger wurde Carl Friedrich Wilhelm von Korckwitz.

## Familie
Friedrich Gotthard Hartwig von Tschirschky und Bögendorff war Erbherr auf Johnsdorf. Er war mit Juliane Marie Margarethe (1729–1789), geb. von Tschirschky aus dem Haus Kuhnsdorf, verheiratet. Ein gemeinsamer Sohn war der spätere Landrat des Landkreises Oppeln von 1797 bis 1810 Friedrich Leonhard Conrad von Tschirschky und Bögendorff.